# Nicola Gigli
Nicola Gigli (6 de setembro de 1979) é um matemático italiano.
Em 2010 recebeu com László Székelyhidi o Prêmio Oberwolfach.

## Obras
- com Luigi Ambrosio, Giuseppe Savaré: Gradient flows in metric spaces and in spaces of probability measures, Birkhäuser 2005, 2ª Edição 2008.